# Eugoa clarior
Eugoa clarior är en fjärilsart som beskrevs av Embrik Strand 1917. Eugoa clarior ingår i släktet Eugoa och familjen björnspinnare. Inga underarter finns listade i Catalogue of Life.